# Bhutan Broadcasting Service
Bhutan Broadcasting Service (BBS ; en dzongkha : འབྲུག་རྒྱང་བསྒྲགས་ལས་འཛིན) est l'entreprise de radio et de télévision du royaume du Bhoutan. Fondée en 1986, elle opère une station de radio (BBS Radio) émettant en modulation de fréquence (à Thimphu essentiellement) ainsi qu'en modulation d'amplitude dans certaines régions reculées.
La télévision nationale (BBS TV) n'est apparue qu'en 1999, à l'occasion du 25e anniversaire du couronnement du roi Jigme Singye Wangchuck.
Placée à l'origine sous le contrôle direct du ministère des communications, la radio-télévision bhoutanaise est devenue une société indépendante par décision royale le 1er octobre 1992. Son conseil d'administration est composé de membres du gouvernement, de professionnels de la communication et de personnalités du monde de la culture.

## Histoire
La radio bhoutanaise fait ses débuts dans le courant des années 1970. La responsabilité de ces premières transmissions est confiée à une association de jeunes radio-amateurs (National Youth Association of Bhutan) qui se charge de diffuser une émission hebdomadaire de trente minutes à partir du mois de novembre 1973. Baptisée Radio NYAB, cette première station de radio ne peut être reçue que dans un secteur limité du fait du manque de puissance de son émetteur (400 watts). En 1979, le gouvernement décide de nationaliser la station, qu'elle fait dépendre du ministère des communications.
La radio nationale est rebaptisée Bhutan Broadcasting Service (BBS) en 1986. Des améliorations sont apportées tant au niveau de l'équipement (aménagement d'un studio moderne, déploiement d'un émetteur plus puissant) que du contenu (extension du temps d'émission, qui passe à trois heures quotidiennes). En 1992, la BBS passe du statut de département du ministère des communications à celui de société autonome.
Le Bhoutan demeure longtemps un des rares pays ou la télévision n'a pas droit de cité. En 1999, le gouvernement donne cependant l'autorisation nécessaire à la mise en place d'une chaîne de télévision nationale : BBS TV. Diffusée à raison de trois heures quotidiennes à l'origine (de 19 heures à 22 heures), son temps d'antenne est porté à quatre heures en 2004 et à cinq heures (de 18 heures à 23 heures) en 2008. Sa programmation est centrée sur l'information, la culture et le divertissement, la majorité des émissions étant proposée en dzongkha (langue officielle du pays).
La radio nationale diffuse un programme unique (en modulation d'amplitude, modulation de fréquence et DRM).